# Chance Cove
Chance Cove is een gemeente (town) in de Canadese provincie Newfoundland en Labrador. De gemeente ligt op de Istmus van Avalon aan Trinity Bay, in het zuidoosten van Newfoundland.

## Demografie
Demografisch gezien is Chance Cove, net zoals de meeste kleine dorpen op Newfoundland, aan het krimpen. Tussen 1991 en 2021 daalde de bevolkingsomvang van 435 naar 213. Dat komt neer op een daling van 222 inwoners (-51,0%) in dertig jaar tijd.
| Jaar | Aantal inwoners | Verschil |
| ---- | --------------- | -------- |
| 1991 | 435             | –        |
| 1996 | 394             | -9,4%    |
| 2001 | 339             | -14,0%   |
| 2006 | 310             | -8,6%    |
| 2011 | 282             | -9,0%    |
| 2016 | 256             | -9,2%    |
| 2021 | 213             | -16,8%   |